# Boeing E-4
Boeing E-4 Advanced Airborne Command Post (AACP), také Nightwatch nebo neoficiálně „doomsday aircraft“ („letadlo soudného dne“) je letadlo velení a řízení, které od roku 1974 slouží v americkém letectvu. Stroj má primárně sloužit jako mobilní velitelské stanoviště pro prezidenta Spojených států, a to hlavně v případě jaderné války. Je navrženo tak, aby odolalo elektromagnetickému pulsu jaderné exploze a zůstalo zcela neporušené. Minimálně jeden E-4B je neustále v pohotovosti, aby byl k dispozici americkému prezidentovi, ministru obrany a Hlavnímu štábu ozbrojených sil USA.
Americký prezident při svých návštěvách v zámoří obvykle používá Air Force One. Letoun E-4B se však vždy nachází na nedalekém letišti, aby byl k dispozici, pokud by se vyžadovala okamžitá evakuace v případě hrozící jaderné války.
E-4 Nightwatch je z hlediska nákladů na provoz nejdražším letadlem amerického letectva. Náklady na letovou hodinu E-4 dosahují 159 529 dolarů.

## Vývoj
E-4 bylo zařazeno do služby v roce 1974, kdy nahradilo letadla EC-135J. Letadlo je modifikovanou verzí Boeingu 747-200.
První dvě letadla byla americkému letectvu dodána v roce 1973 pod označením E-4A, přičemž byly poháněny čtyřmi motory Pratt & Whitney JT9D. Ke konci roku 1975 se k této dvojici přidal i třetí stroj, avšak jeho pohon již zajišťovaly motory GE F103 (CF6). Čtvrté a zároveň poslední z těchto letadel bylo zavedeno v lednu 1980. Od předchozích tří strojů se odlišovalo dodatečným vybavením (včetně viditelného hrbu na vrchní části trupu) a neslo označení E-4B. V roce 1985 byly na tento standard upraveny i první tři letadla, přičemž první dva kusy získaly také motory CF6. K další a zatím poslední modernizaci celé letky došlo v roce 2005.

## Konstrukce

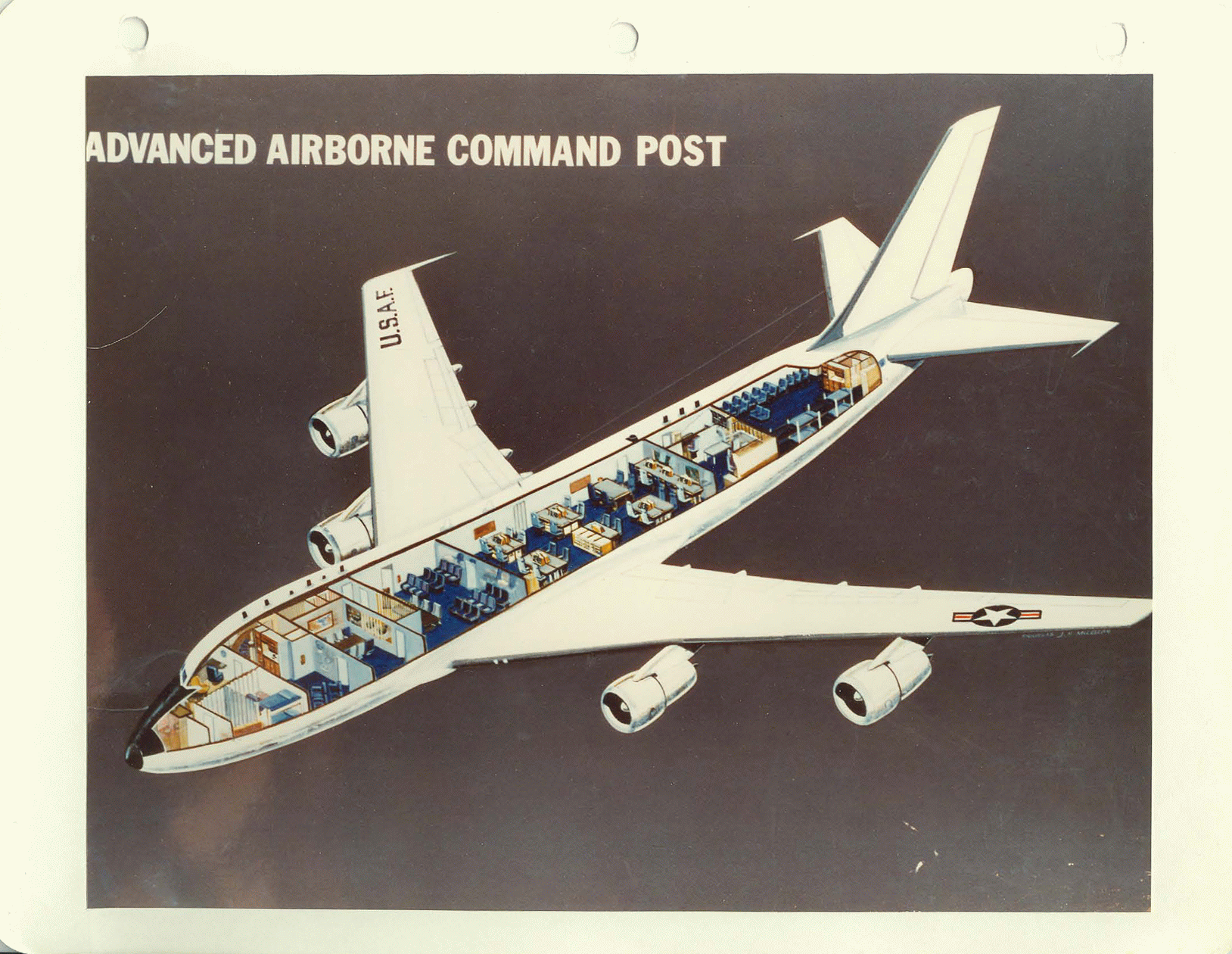
Vnitřní uspořádání prostorů E-4

Hlavní paluba je rozdělena do šesti funkčních prostorů: pracovní místnost velení, konferenční místnost, briefingová místnost, pracovní místnost operačního týmu, komunikační místnost a odpočinková zóna. E-4B může přepravit až 112 osob včetně společného operačního týmu, posádky, personálu údržby a zabezpečení, komunikačního týmu a dalších vybraných osob.
Charakteristický hrb na vrchní části trupu chrání robustní vysokofrekvenční a satelitní anténu pro komunikaci se zemí.
Maximální dolet stroje je 11 000 km, může však být prodloužen díky schopnosti tankování paliva za letu. Letová vytrvalost E-4B je 12 hodin, za podpory tankerů však může vydržet ve vzduchu až 72 hodin. Letadlo dosahuje maximální rychlosti 965 km/ h ve výšce 9 100 m.

## Uživatelé
- USA: Americké letectvo – disponuje 4 letadly E-4B, které se nacházejí na základně Offutt v Nebrasce.

## Specifikace (E-4B)

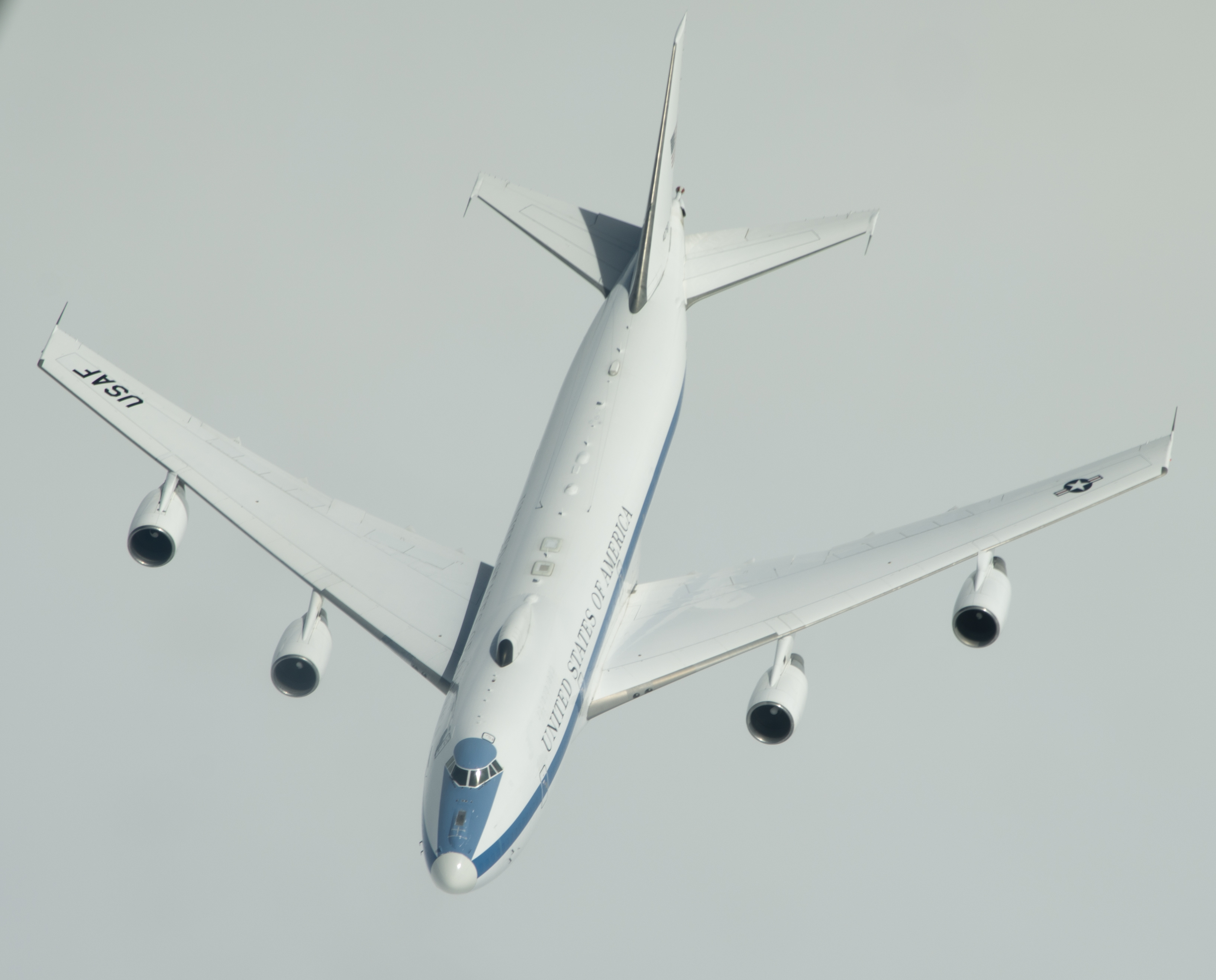
E-4B se připravuje na tankování ve vzduchu prostřednictvím letounu KC-10 Extender

### Technické údaje
- Posádka: 4 (včetně 2 pilotů)
- Kapacita: 112 cestujících
- Rozpětí křídel: 59,7 m
- Délka: 70,5 m
- Výška: 19,3 m
- Nosná plocha: 510 m²
- Prázdná hmotnost: 190 000 kg
- Maximální vzletová hmotnost: 360 000 kg
- Pohonná jednotka: 4× dvouproudový motor General Electric CF6-50E2
- Tah: 234 kN

### Výkony
- Cestovní rychlost: 895 km/h
- Maximální rychlost: 965 km/h ve výšce 9 100 m
- Dolet: 11 000 km
- Dostup: více než 13 716 m